# Шон Руні
Шон Руні  (англ. Sean Rooney, 13 листопада 1982) — американський волейболіст, олімпійський чемпіон.

## Виступи на Олімпіадах
| Олімпіада   | Дисципліна | Місце |
| ----------- | ---------- | ----- |
| Пекін 2008  | волейбол   | 1     |
| Лондон 2012 | волейбол   | 5     |